# Sam Mendes
Samuel Alexander Mendes, CBE (Reading, 1 de agosto de 1965), conhecido como Sam Mendes , é um diretor de cinema e teatro, e produtor de cinema britânico. Ele é mais conhecido por dirigir os filmes American Beauty, Road to Perdition e Skyfall, além dos musicais de teatro Cabaret, Oliver!, Company, Gypsy: A Musical Fable e Charlie and the Chocolate Factory the Musical. 
Por American Beauty, Mendes venceu o Oscar de melhor diretor e o Globo de Ouro de melhor diretor. Ele também já foi condecorado com um CBE por seus extensos serviços às artes cênicas.

## Biografia
Mendes nasceu em Reading, Berkshire, filho único de Valerie Helene Mendes, autora de livros infantis, e Peter Mendes, um professor universitário. Seu pai era de Trinidad e Tobago e tinha ascendência portuguesa, enquanto sua mãe era uma judia inglesa. Seu avô era o escritor Alfred Hubert Mendes.
Seus pais se divorciaram enquanto ele ainda era criança. Mendes cresceu em Oxfordshire e estudou no Magdalen College School, de Oxford, e na Universidade de Cambridge, onde se formou em inglês. Enquanto estava em Cambridge, ele era um membro da Marlowe Society e dirigiu várias peças de teatro, incluindo uma produção muito elogiada de Cyrano de Bergerac, com Tom Hollander no elenco.
Mendes começou a chamar atenção com sua produção de Vishnyovy Sad, de Anton Tchekhov, que era estrelada por Judi Dench. Ele se juntou a Royal Shakespeare Company onde suas produções incluíam Troilus and Cressida, Richard III e The Tempest.

### Vida profissional

#### Teatro
Em 1990, Mendes virou diretor artístico da Donmar Warehouse, um pequeno teatro em Londres que rapidamente se transformou em um dos lugares mais procurados da cidade. Ele passou seus primeiros dois anos supervisionando a reforma do lugar, com sua primeira produção sendo Assassins, de Stephen Sondheim, em 1992. A produção foi um sucesso e ele seguiu produzindo outras peças bem sucedidas.
Em 1993, Mendes produziu uma reimaginação do musical Cabaret, de John Kander e Fred Ebb, estrelada por Jane Horrocks, Alan Cumming, Adam Godley e Sara Kestelman, muito elogiada pela crítica. A produção tinha um conceito diferente que a original de 1966 dirigida por Harold Prince e o filme de 1972 dirigido por Bob Fosse. Essa produção estreou na Donmar antes de ser transferida para a Broadway, permanecendo por vários anos no Kit Kat Club. O elenco da Broadway incluia Cumming, Natasha Richardson, Mary Louise Wilson e John Benjamin Hickey.
No ano seguinte, ele dirigiu Oliver!, de Lionel Bart. Mendes, fã de longa data do musical, trabalhou próximo de Bart e outros membros da equipe de produção para criar uma nova versão do clássico. Bart adicionou novas músicas, o diretor atualizou o libreto e as orquestrações foram radicalmente reescritas para parecerem mais cinematográficas. O elenco tinha Jonathan Pryce, Sally Dexter e Miles Anderson.
Ele também já dirigiu produções de The Glass Menagerie, de Tennessee Williams; Company, de Stephen Sondheim; Habeas Corpus, de Alan Bennett; Dyadya Vanya, de Anton Tchekhov; e Twelfth Night, de William Shakespeare.
Em 2003, Mendes dirigiu o musical Gypsy: A Musical Fable. Originalmente, ele queria colocar sua produção no West End de Londres e transferi-lo para a Broadway eventualmente, porém as negociações deram errado e ele decidiu levar a peça diretamente para Nova Iorque. O elenco tinha Bernadette Peters, Tammy Blanchard e John Dossett. Em 2013 no Theatre Royal Drury Lane, Mendes dirigiu Charlie and the Chocolate Factory the Musical, uma adaptação do livro homônimo de Roald Dahl.

#### Cinema
Em 1998, após seus sucessos com Cabaret e Oliver! no teatro, Mendes começou a considerar a direção de cinema. Enquanto visitava a casa de Beth Swafford, da Creative Artists Agency, ele viu um roteiro especulativo escrito por Alan Ball em uma pilha com outros roteiros, imediatamente ficando interessado. Mendes posteriormente encontrou com o diretor Steven Spielberg, que o encorajou a considerar seriamente a direção do filme. Mendes então se encontrou com Ball e os produtores Bruce Cohen e Dan Jinks para discutir sua visão. Depois ele teve duas reuniões com os executivos da DreamWorks SKG, estúdio onde o roteiro estava sendo desenvolvido. Logo, o estúdio o contratou para dirigir American Beauty. O filme, estrelado por Kevin Spacey e Annette Bening, lançado em 1999, foi um grande sucesso de crítica e bilheteria, e Mendes acabou vencendo o Oscar de melhor diretor, o Globo de Ouro de melhor diretor e o Directors Guild of America Awards, prêmio do Sindicato dos Diretores da América.
Após American Beauty, Mendes começou a procurar outros projetos no cinema, considerando filmes como A Beautiful Mind, K-PAX, The Shipping News e The Lookout. A DreamWorks então lhe enviou uma cópia da história em quadrinhos Road to Perdition, escrita por Max Allan Collins e ilustrada por Richard Piers Rayner. Ele gostou muito da obra, principalmente por causa dos temas que ela carregava (violência e relações entre pais e filhos) aceitando a direção da adaptação e também atuando como produtor. O filme, Road to Perdition, lançado em 2002 e estrelado por Tom Hanks e Paul Newman, foi bem recebido pela crítica e teve um bom desempenho nas bilheterias. Road to Perdition foi indicado a seis Oscars, vencendo em melhor fotografia.
Em 2003, Mendes fundou junto com Pippa Harris e Caro Newling a Neal Street Productions, uma produtora de cinema, televisão e teatro. O primeiro filme que Mendes dirigiu com o estúdio foi Jarhead, em 2005, estrelado por Jake Gyllenhaal, Peter Sarsgaard e Jamie Foxx. O filme foi recebido de forma mista pela crítica.
O projeto seguinte de Mendes foi Revolutionary Road, em 2008, estrelado por sua então esposa Kate Winslet junto com Leonardo DiCaprio e Kathy Bates. Winslet enviou uma cópia do roteiro escrito por Justin Haythe para o produtor Scott Rudin, dizendo que Mendes seria perfeito para a direção. Ela deu a Mendes o livro original de Richard Yates, dizendo "Eu quero muito fazer esse papel". Ele leu o roteiro e o livro rapidamente, um depois do outro, aceitando o cargo de diretor. Revolutionary Road foi bem recebido pela crítica, conseguindo três indicações ao Oscar. Durante uma entrevista em janeiro de 2009, Mendes comentou como era dirigir sua própria esposa.
| “ | Eu abriria meus olhos de manhã e lá estaria Kate, dizendo, 'Ótimo! Você acordou! Agora vamos falar sobre a segunda cena.' | ” |

No ano seguinte ele dirigiu Away We Go, uma comédia dramática estrelada por John Krasinski e Maya Rudolph. O filme foi relativamente bem recebido pela crítica, porém foi um fracasso de bilheteria, arrecadando apenas US$ 14.899.417 de seu orçamento de dezessete milhões.
Mendes sempre foi um fã dos filmes de James Bond e, em 2008, após o lançamento de Quantum of Solace, o ator Daniel Craig o convidou para dirigir o vigésimo terceiro filme da franquia. O diretor inicialmente foi contratado como "consultor" durante o período de incerteza envolvendo a falência da Metro-Goldwyn-Mayer. Porém, após a situação do estúdio ter sido resolvida, Mendes foi anunciado oficialmente como o diretor de Skyfall. O filme, estrelado por Craig, Javier Bardem e Judi Dench, estreou no final de 2012 e foi um enorme sucesso de crítica e bilheteria, sendo indicado a cinco Oscars e vencendo dois. Mendes, junto com os produtores e roteiristas, venceu o BAFTA de melhor filme britânico.
Em 2019, dirige 1917 em que adapta as histórias contadas pelo seu avô durante a Primeira Guerra Mundial. Por esta produção, Mendes venceu o Globo de Ouro de melhor filme dramático e pela segunda vez o Globo de Ouro de melhor diretor, além do Producers Guild of America e Directors Guild of America por seu papel como produtor e diretor, respectivamente. No BAFTA, venceu nas categorias de Melhor Filme, Melhor Diretor e Melhor Filme Britânico. Mendes também recebeu 3 indicações ao Oscar nas categorias de Melhor Filme, Melhor Diretor e Melhor Roteiro Original. No agregador de críticas Rotten Tomatoes, o filme conta com 89% de aprovação da crítica e no Metacritic tem média ponderada de 78 pontos, revelando críticas geralmente favoráveis.

### Vida pessoal
Mendes se casou com a atriz Kate Winslet em 24 de maio de 2003, em Anguilla. Os dois haviam se conhecido em 2001, quando Mendes ofereceu a Winslet um papel em uma peça na Donmar Warehouse. Seu filho, Joe Alfie Winslet Mendes, nasceu em 22 de dezembro de 2003. O casal anunciou sua separação em 15 de março de 2010
Mendes casou-se com a trompetista Alison Balsom em janeiro de 2017. A filha do casal nasceu em setembro de 2017.  Foi cavaleiro na Lista de Honras do Ano Novo de 2020 por serviços de teatro. 

## Filmografia
| Ano  | Filme/Série                             | Creditado como | Creditado como | Creditado como     |
| Ano  | Filme/Série                             | Diretor        | Produtor       | Produtor executivo |
| ---- | --------------------------------------- | -------------- | -------------- | ------------------ |
| 1999 | American Beauty                         | Sim            |                |                    |
| 2002 | Road to Perdition                       | Sim            | Sim            |                    |
| 2005 | Jarhead                                 | Sim            |                |                    |
| 2006 | Starter for 10                          |                |                | Sim                |
| 2007 | Stuart: A Life Backwards                |                |                | Sim                |
| 2007 | Things We Lost in the Fire              |                | Sim            |                    |
| 2007 | The Kite Runner                         |                |                | Sim                |
| 2008 | Revolutionary Road                      | Sim            | Sim            |                    |
| 2009 | Away We Go                              | Sim            |                |                    |
| 2010 | Out of the Ashes                        |                |                | Sim                |
| 2012 | The Hollow Crown                        |                |                | Sim                |
| 2012 | Skyfall                                 | Sim            |                |                    |
| 2014 | Penny Dreadful                          |                |                | Sim                |
| 2015 | Spectre                                 | Sim            |                |                    |
| 2019 | 1917                                    | Sim            | Sim            | Sim                |
| 2022 | Empire of Light                         | Sim            | Sim            | Sim                |
| 2028 | Filme sem título sobre: John Lennon     | Sim            | Sim            |                    |
| 2028 | Filme sem título sobre: Paul McCartney  | Sim            | Sim            |                    |
| 2028 | Filme sem título sobre: Ringo Starr     | Sim            | Sim            |                    |
| 2028 | Filme sem título sobre: George Harrison | Sim            | Sim            |                    |